# Донських Віктор Васильович
Віктор Васильович Донських (8 липня 1935, місто Сорокине, тепер Луганської області — 4 жовтня 2022, місто Липецьк, Російська Федерація) — радянський діяч, голова Липецького облвиконкому, 1-й секретар Липецького обкому КПРС. Член ЦК КПРС у 1990—1991 роках. Депутат Верховної ради Російської РФСР 11-го скликання. Народний депутат Російської Федерації (1990—1993). Герой Соціалістичної Праці (11.12.1973).

## Життєпис
У 1949 році разом із родиною переїхав до міста Липецька.
У 1958 закінчив Воронезький сільськогосподарський інститут.
У 1958—1961 роках працював старшим інженером, головним інженером, директором Островської ремонтно-технічної станції Становлянського району Липецької області.
Член КПРС з 1960 року.
У 1961—1965 роках — керуючий Воловського районного об'єднання «Сільгосптехніка» Липецької області; керуючий Задонського територіального об'єднання «Сільгосптехніка» Липецької області.
У 1965—1966 роках — начальник Хлевенського районного виробничого управління сільського господарства Липецької області.
У 1966—1970 роках — начальник Добринського районного управління сільського господарства — заступник голови виконавчого комітету Добринської районної ради депутатів трудящих Липецької області.
У 1970 році — голова виконавчого комітету Добринської районної ради депутатів трудящих Липецької області.
У 1970—1978 роках — 1-й секретар Добринського районного комітету КПРС Липецької області.
У 1978—1980 роках — секретар Липецького обласного комітету КПРС.
У грудні 1980 — вересні 1989 року — голова виконавчого комітету Липецької обласної ради народних депутатів.
23 вересня 1989 — 14 серпня 1991 року — 1-й секретар Липецького обласного комітету КПРС.
З березня 1990 по 1993 рік — народний депутат РРФСР (Російської Федерації).
Одночасно в квітні 1990 — серпні 1991 року — голова Липецької обласної ради народних депутатів.
У 1991—1993 роках — директор бази постачання державно-кооперативної спілки «Липецькагропромінвест»; генеральний директор товариства з обмеженою відповідальністю «Сенцовське» Липецької області.
У 1993—2001 роках — генеральний директор відкритого акціонерного товариства «Липецькагропостачсервіс» Липецької області. У 2001—2003 роках — голова ради директорів відкритого акціонерного товариства «Липецькагропостачсервіс».
З 2003 року — на пенсії в Липецьку. Помер після 4 жовтня 2022 року в місті Липецьку.

## Нагороди і звання
- Герой Соціалістичної Праці (11.12.1973)
- орден Леніна (11.12.1973)
- два ордени Трудового Червоного Прапора (8.04.1971, 5.07.1985)
- медалі
- Заслужений працівник сільського господарства РРФСР
- Заслужений механізатор РРФСР
- Почесний громадянин Липецької області (2005)